# Pfarrhaus (Trub)

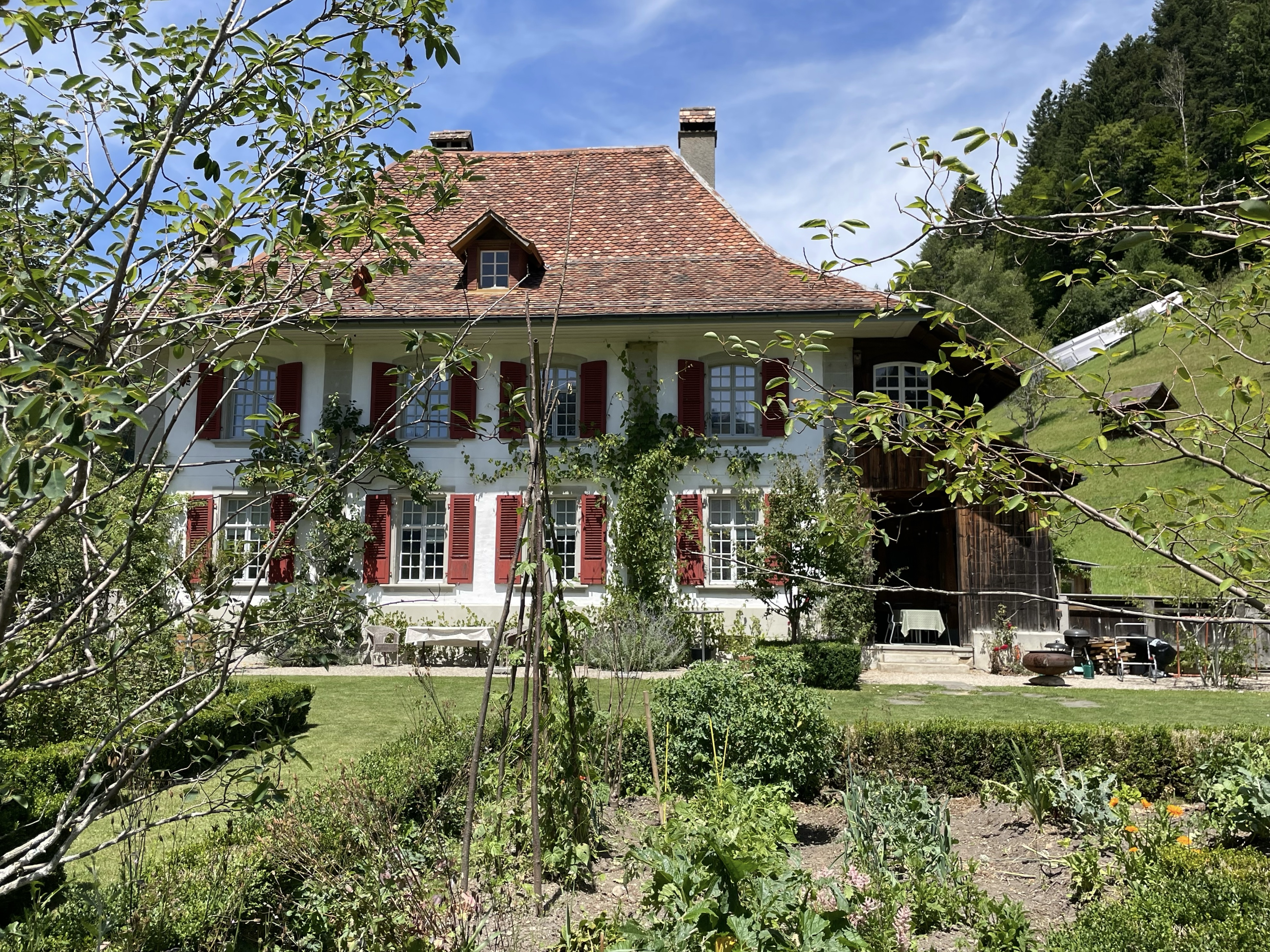
Pfarrhaus Trub, Südseite

Das ehemalige Pfarrhaus steht in Trub im Emmental in der Schweiz an der Dorfstrasse 44. Der klassizistische Bau steht unter Denkmalschutz und ist in der Liste der Kulturgüter in Trub eingetragen als Teil des Bauensembles Reformierte Kirche mit Pfarrhaus, Ofenhaus und Teil des ehemaligen Klosters.

## Geschichte
Entlang der Truber Dorfstrasse reihen sich Kirche, Aufbahrungshalle mit altem Feuerwehrmagazin, Pfarrhaus und das «Ofenhaus». Dieses Ensemble war Teil des Klosters Trub. Das Pfarrhaus wurde zwischen 1753 und 1756 nach Plänen von Emanuel Zehender errichtet. Der herrschaftliche Bau besitzt ein steiles und geknicktes Walmdach. An der südlichen Längsseite nimmt ein trapezförmiges Plateau den ehemaligen Pfarrgarten ein. Landschaftsarchitekt Maurus Schifferli und Architekt Roger Boltshauser sanierten das Haus und den Garten zwischen 2014 und 2017.
Der Garten von Maurus Schifferli erhielt im Jahr 2017 den «Silbernen Hasen» von der schweizerischen Architekturzeitschrift Hochparterre.

Pfarrhaus und Kirche Trub; Aquatinta von Jakob Samuel Weibel (1827)
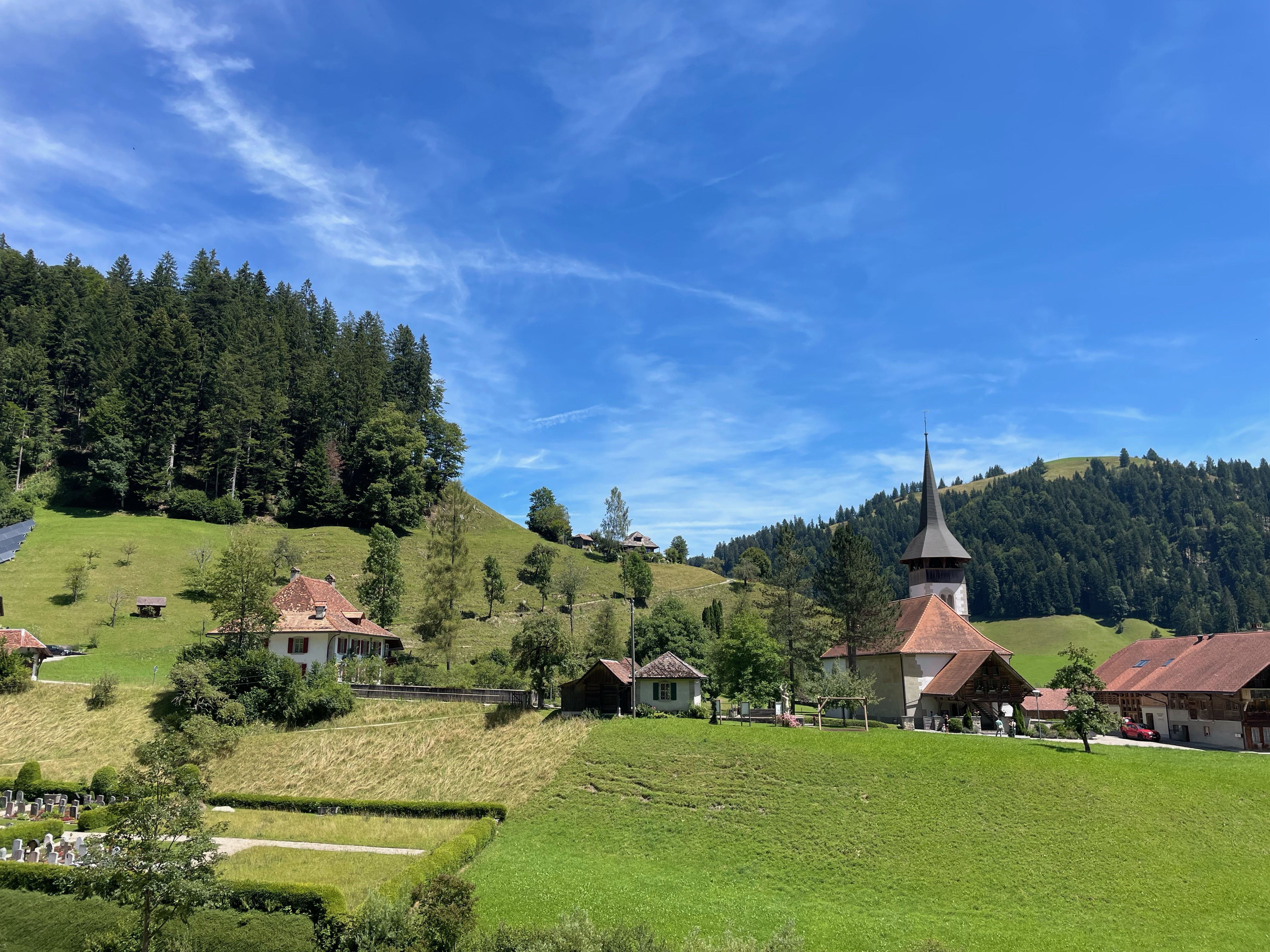
Gleiche Ansicht im Sommer 2022